# Erich von Flügge
Maximilian Gustav Erich Flügge, seit 1886 von Flügge (* 16. September 1858 in Speck, Kreis Naugard; † 26. Oktober 1936 ebenda) war ein deutscher Jurist, preußischer Verwaltungsbeamter und Rittergutsbesitzer.

## Leben
Er war ein Sohn des 1886 in den erblichen preußischen Adelsstand erhobenen Politikers Wilhelm von Flügge (1825–1898) und dessen Ehefrau Antonie von Flügge geborene Hochstaedter (1826–1887).
Erich Flügge studierte Rechtswissenschaften an der Ruprecht-Karls-Universität Heidelberg. 1877 wurde er Mitglied des Corps Saxo-Borussia Heidelberg. Nach dem Studium und der Promotion zum Dr. jur. trat er in den preußischen Staatsdienst ein, zunächst als Referendar und Assessor. Am 28. September 1886 heiratete er Helene geb. Schlutow (1863–1953). Aus der Ehe gingen drei Söhne hervor; darunter der Widerstandskämpfer gegen den Nationalsozialismus Wilhelm von Flügge. Von 1890 bis 1900 war Erich von Flügge Landrat des Kreises Winsen. Anschließend lebte er bis zu seinem Tod 1936 auf seinem Rittergut Speck.